# لورا فان غيلدر
لورا فـان غيلدر (بالإنجليزية: Laura Van Gilder)‏ هي دراجة أمريكية، ولدت في 11 ديسمبر 1964 في Pocono Pines, Pennsylvania ‏ في الولايات المتحدة.

## وصلات خارجية
- لورا فـان غيلدر على موقع الاتحاد الدولي للدراجات (الإنجليزية)
- لورا فـان غيلدر على موقع أرشيف الدراجات (الإنجليزية)
- لورا فـان غيلدر على موقع إحصائيات الدراجات الإحترافية (الإنجليزية)